# 荻野心
荻野 心（おぎの こころ、2005年6月7日 - ）は、愛知県出身の元女性アイドルグループPureGiメンバー、元Popteenレギュラーモデル9期生。

## 概要
元PureGiメンバー。担当カラーはパステルブルー。
ニックネームは「こころん」、ファンネームは「ここふぁむ」。
母は元おニャン子クラブの荻野智子、伯父は元シブがき隊の布川敏和である。
2018年JCミスコン準グランプリ受賞。
2020年8月17日にアイドルグループOS☆Uの11期生に特別枠に加入発表したが、9月3日活動辞退した。
2024年10月17日デビューの五人組アイドルグループドリームシンフォニーのメンバーとして活動開始したが、12月26日体調不良により脱退した。
2024年にキックボクシング興行・Krushのラウンドガール「Krush GIRLS」に就任。9月1日にはK-1のアマチュア大会「K-1甲子園2024」「K-1カレッジ2024」で同大会のスペシャルサポーターを務める小浜桃奈とスペシャルワンマッチで対戦し、3-0の判定勝ちを収めた。

## 出演
- 恋する♥週末ホームステイ（2022年3月15日 - 5月10日、ABEMA）

### ラウンドガール
| 年     | 大会名 | ユニット名  | 他メンバー                                                           |
| ------ | ------ | ----------- | -------------------------------------------------------------------- |
| 2024年 | Krush  | Krush GIRLS | 冨樫秋穂、成沢紫音、瀬戸なみ、杉本愛莉鈴、百田汐里                   |
| 2025年 | Krush  | Krush GIRLS | 冨樫秋穂、瀬戸なみ、杉本愛莉鈴、百田汐里、田丸りさ、橘舞、小坂田純奈 |